# Sedrina
Sedrina – miejscowość i gmina we Włoszech, w regionie Lombardia, w prowincji Bergamo.
Według danych na styczeń 2009 gminę zamieszkiwało 2535 osób przy gęstości zaludnienia 423,9 os./1 km².
Miastem partnerskim Sedriny jest Dęblin.